# Paramathes aplectoides
Paramathes aplectoides är en fjärilsart som beskrevs av Max Wilhelm Karl Draudt 1950. Paramathes aplectoides ingår i släktet Paramathes och familjen nattflyn. Inga underarter finns listade i Catalogue of Life.